# Inder Kumar Gujral
Inder Kumar Gujral (hindi : इन्द्र कुमार गुजराल), né le 4 décembre 1919 à Jhelum (Pendjab) et mort le 30 novembre 2012 à Gurgaon (Harayana), est un homme d'État indien, le douzième Premier ministre de l'Inde, en poste du 21 avril 1997 au 19 mars 1998. Il est le premier à avoir gouverné exclusivement depuis le Rajya Sabha. Seul Manmohan Singh en a fait autant depuis.